# Trò chơi chiến lược

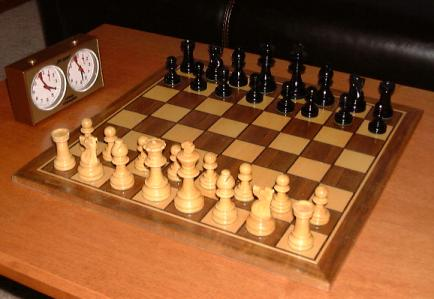
Cờ vua là một trong những trò chơi chiến lược được biết đến nhiều nhất và thường xuyên được chơi.

Trò chơi chiến lược là một trò chơi (video hoặc trên bàn) trong đó các kỹ năng ra quyết định độc lập và trong bối cảnh không bị thúc ép của người chơi có ý nghĩa quan trọng trong việc xác định kết quả. Hầu như tất cả các trò chơi chiến lược đều yêu cầu cách tư duy theo cây quyết định, và có khả năng định hướng theo tình huống.

## Lịch sử
Lịch sử của trò chơi chiến lược theo lượt quay trở lại thời kỳ của các nền văn minh cổ đại được tìm thấy ở những nơi như Rome, Hy Lạp, Ai Cập, Levant và Ấn Độ. Nhiều trò chơi đã được chơi rộng rãi xung quanh vùng xuất xứ của chúng, tuy nhiên chỉ một số trò chơi được chơi đến ngày nay. Một trò chơi như vậy là mancala, có thể bắt nguồn từ Samaria từ khoảng 5000 năm trước và kể từ đó đã đa dạng hóa thành nhiều loại biến thể khác nhau trên toàn thế giới.

## Các thể loại
- Trò chơi chiến lược trừu tượng
- Trò chơi chiến lược nhóm
- Eurogames
- Trò chơi chiến thuật mô phỏng
- Trò chơi chiến tranh
- Trò chơi điện tử chiến lược